# Victor Cassiano
Victor Corrêa Cassiano (Belém, 15 de maio de 1992) é um administrador, empresário e político brasileiro, filiado ao MDB. É o atual prefeito do município de Cametá, no estado do Pará, eleito para os mandatos de 2021 a 2024 e de 2025 a 2028.

## Biografia
Victor Corrêa Cassiano nasceu na cidade de Belém, capital do estado do Pará, em 15 de maio de 1992. É filho do casal de empresários Edna Conceição Corrêa Cassiano e Antônio Cassiano Neto. Formado em Administração de Empresas pelo Centro Universitário do Estado do Pará (CESUPA), desenvolveu suas primeiras atividades profissionais no setor privado, onde atuou na gestão da rede de lojas de vestuário A.C. Neto, pertencente à sua família, com operações voltadas na região do Baixo Tocantins.
Ainda na iniciativa privada, exerceu a presidência da Câmara de Dirigentes Lojistas (CDL) de Cametá, entidade na qual coordenou ações de fortalecimento do comércio local, promoção de capacitações e apoio ao empreendedorismo. A partir dessas atividades, iniciou sua trajetória na vida pública, com crescente atuação junto a setores empresariais e sociais do município, se filiando ao PMDB em 2015.
Nas eleições de 2016, candidatou-se a vereador de Cametá, sendo o mais votado pela sigla, mas não conseguindo ser eleito em virtude do baixo quociente eleitoral de seu partido. Em 2018, candidatou-se ao cargo de deputado estadual sem sucesso, mas obtendo a expressiva votação de 20.946 votos, sendo 9.601 votos apenas no Município, ocasionando na maior votação obtida para o cargo em Cametá até então.
Em 2019, assumiu a direção do Hospital Regional de Cametá, onde implementou mudanças administrativas, com foco na melhoria dos serviços prestados. Sua atuação à frente da unidade hospitalar ocorreu em parte durante o período da pandemia de COVID-19.
No ano de 2020, lançou sua candidatura ao cargo de prefeito de Cametá, enfrentando nomes com ampla experiência na política local: o então mandatário Waldoli Valente (PSC), que buscava seu quinto mandato, e Cleidinho Teles (PT), então vereador em seu segundo mandato. Adotando um discurso de renovação, foi eleito em 15 de novembro daquele ano, com 35.722 votos, equivalentes a 46,61% dos votos válidos.
No início da gestão, decretou situação de emergência financeira no município e adotou medidas de contenção de gastos. Durante seu primeiro mandato, realizou ações como a destinação de seu salário de prefeito para iniciativas sociais - direcionando parte dos valores a tratamentos de pacientes oncológicos e ações voltadas à causa animal - e a instalação do primeiro tomógrafo municipal da cidade, por meio de recursos de emenda parlamentar. Também desenvolveu projetos de incentivo à cadeia produtiva local, incluindo parcerias com a Companhia de Desenvolvimento Econômico do Pará (Codec) e iniciativas de apoio à produção agroflorestal. Em 2022, recebeu o Prêmio Prefeito Empreendedor, concedido pelo SEBRAE, pelo programa de incentivo aos sistemas agroflorestais no município.
Nas eleições municipais de 2024, foi reeleito, juntamente com o vice-prefeito Ênio de Carvalho, obtendo 49.987 votos, correspondentes a 55,81% dos votos válidos, sendo a maior votação nominal obtida por um postulante na história do Município.
Em abril de 2025, o Tribunal Regional Eleitoral do Pará (TRE-PA) julgou procedente uma Ação de Investigação Judicial Eleitoral (AIJE) que apurava suposto abuso de poder político e econômico relacionado à contratação de servidores temporários no período eleitoral. Por decisão da maioria dos membros da Corte, com placar de seis votos a dois, foi determinada a cassação dos mandatos de Cassiano e do vice-prefeito, além da imposição de sanção de inelegibilidade por oito anos. Em cumprimento à decisão, o então presidente da Câmara Municipal, Jader Nabiça Alho, assumiu interinamente o cargo de prefeito. A defesa apresentou recursos nas instâncias superiores, incluindo o Tribunal Superior Eleitoral (TSE), buscando reverter a decisão. Em 17 de junho de 2025, o ministro André Mendonça, do TSE, deferiu liminar suspendendo a cassação, autorizando o retorno imediato de Victor Cassiano e Ênio de Carvalho aos respectivos cargos de prefeito e vice, até posterior decisão do Tribunal Superior Eleitoral.

## Desempenho em eleições
| Ano  | Eleição             | Coligação                                                         | Partido | Candidato a       | Votos        | Votos em Cametá | Resultado  |
| ---- | ------------------- | ----------------------------------------------------------------- | ------- | ----------------- | ------------ | --------------- | ---------- |
| 2016 | Municipal de Cametá | Sem Coligação PMDB                                                | PMDB    | Vereador          | —            | 1.241 (16º)     | Não Eleito |
| 2018 | Estadual no Pará    | Esperança Renovada MDB, PSD e DC                                  | MDB     | Deputado Estadual | 20.946 (59º) | 9.601 (1º)      | Não Eleito |
| 2020 | Municipal de Cametá | Cametá pra frente com a força do povo MDB, PTB, DEM, PODE e PCdoB | MDB     | Prefeito          | —            | 35.722 (1º)     | Eleito     |
| 2024 | Municipal de Cametá | Cametá, sempre em frente MDB, UNIÃO, PP, PSD, PDT, PSB e Avante   | MDB     | Prefeito          | —            | 49.987 (1º)     | Eleito     |